# Epimecinus humilis
Epimecinus humilis är en spindelart som beskrevs av Lucien Berland 1924. Epimecinus humilis ingår i släktet Epimecinus och familjen Desidae.
Artens utbredningsområde är Nya Kaledonien. Inga underarter finns listade i Catalogue of Life.